# 陳從教
陳從教（1592年—1671年），字聿修，號虔庵，福建福州府福清縣玉澗（今西門）人，明朝末年政治人物。

## 生平
天啟四年（1624年）甲子科福建鄉試舉人，崇禎元年戊辰科進士，歷任江西高安縣知縣，四川鄰水縣知縣，南京戶部主事，升四川參議，川北分巡道。